# Зубне
Зубне (словац. Zubné) — село и одноимённая община в районе Гуменне Прешовского края Словакии. В письменных источниках начинает упоминаться с 1557 года.

## География
Село расположено в юго-восточной части края, в южной части Низких Бескид, на берегах реки Удавы, при автодороге 3839. Абсолютная высота — 224 метра над уровнем моря. Площадь муниципалитета составляет 19,55 км².

## Население
| Год:                | 1994 | 2004    | 2014    | 2024    |
| ------------------- | ---- | ------- | ------- | ------- |
| Количество человек: | 387  | 386     | 367     | 349     |
| Разница:            |      | −0,25 % | −4,92 % | −4,90 % |

По данным последней официальной переписи 2011 года, численность населения Зубне составляла 360 человек.